# العلاقات الكورية الجنوبية - الشمالية
بعد تقسيم كوريا في أعقاب الحرب العالمية الثانية إلى بلدين هما جمهورية كوريا (كوريا الجنوبية) وجمهورية كوريا الشعبية الديمقراطية (كوريا الشمالية)، سيطر النزاع الكوري والجهود المبذولة من أجل الوحدة على العلاقات بين الكوريتين.

## تقسيم كوريا
احتُلت شبه الجزيرة الكورية من طرف اليابان في 1910. في 9 أغسطس، 1945، في الأيام الأخيرة من الحرب العالمية الثانية، أعلن الاتحاد السوفيتي الحرب على اليابان وتقدمت قواته إلى كوريا. ومع أن إعلان الحرب السوفيتي كان متفقًا عليه مع الحلفاء الغربيين في مؤتمر يالطا، كانت الولايات المتحدة قلقة من احتمال سقوط كوريا في قبضة السوفييت. ولهذا طلبت الحكومة الأمريكية أن توقف القوات السوفيتية تقدمها عند خط العرض 38 شمالًا، تاركة جنوب شبه الجزيرة، بما فيه سيؤل، العاصمة، لتحتلها القوات الأمريكية. ضُمن هذا الطلب في الأمر العام رقم. 1 الموجه للقوات اليابانية بعد استسلام اليابان في 15 أغسطس. في 24 أغسطس، دخل الجيش الأحمر بيونغيانغ وأقام حكومة عسكرية على الشطر الشمالي من شبه الجزيرة. أُنزلت القوات الأمريكية إلى الجنوب في 8 سبتمبر وأقامت هناك الحكومة العسكرية لجيش الولايات المتحدة في كوريا.
كان في خلد الحلفاء فكرة وصاية مشتركة تمهد الطريق لكوريا نحو الاستقلال، لكن معظم الكوريين الوطنيين أرادوا الاستقلال بسرعة. وفي هذه الأثناء، انهار التعاون الذي كان قائمًا وقت الحرب بين الاتحاد السوفيتي والولايات المتحدة إذ انطلقت شرارة الحرب الباردة. عملت القوتان المحتلتان على إيصال كوريين موالين لاتجاهيهما السياسي إلى مراكز السلطة وهمشتا خصومهم. كان العديد من هؤلاء الزعماء السياسيين الصاعدين عائدين من المنفى ويحظون بدعم شعبي متواضع. في كوريا الشمالية، دعم الاتحاد السوفيتي الشيوعيين. كيم إل سونغ، الذي خدم منذ العام 1941 في الجيش السوفيتي، أصبح شخصية سياسية بارزة. أصبح المجتمع في القسم الشمالي مركزيًّا ويقوم على أسس شبيهة بالنموذج السوفيتي. كانت السياسة في الجنوب أكثر تخبطًا، لكن سنغمان ري ذا الميول المعادية للشيوعية أصبح أكثر القادة بروزًا.
أخذت حكومة الولايات المتحدة القضية إلى الأمم المتحدة، وهو ما قاد إلى تشكيل لجنة الأمم المتحدة المؤقتة لكوريا في 1947. عارض الاتحاد السوفيتي هذه الخطوة ورفض عمل اللجنة الأممية في الشمال. نظمت لجنة الأمم المتحدة المؤقتة انتخابات عامة في الجنوب، عُقدت في 10 مايو، 1948. تأسست جمهورية كوريا وأصبح سينغمان ري رئيسًا، لتَحل الجمهورية محل الاحتلال العسكري الأمريكي بصفة رسمية في 15 أغسطس. وفي الشمال، تأسست جمهورية كوريا الديمقراطية الديمقراطية في 9 سبتمبر، وشغل كيم إل سونغ منصب رئاسة الوزاء. غادرت القوات السوفيتية المحتلة الشمال في 10 ديسمبر، وغادرت القوات الأمريكية في العام التالي، إلا أن المجموعة الاستشارية العسكرية الكورية التابعة للولايات المتحدة بقت لتدريب القوات المسلحة الكورية.
ونتيجة لذلك، قامت في شبه الجزيرة الكورية دولتان تتعارضان سياسيًّا واقتصاديًّا واجتماعيًّا. كلا الحكومتين المتعارضين عدت نفسها حكومة على كل كوريا، ورأت كلتاهما التقسيم مؤقتًا. أعلنت جمهورية كوريا الديمقراطية الشعبية سيئول عاصمة لها، ولم يتغير هذا الموقف حتى 1972.

## الحرب الكورية
غزت كوريا الشمالية جارتها الجنوبية في 25 يونيو، 1950، وتمكنت من اجتياح معظم البلاد. في سبتمبر 1950، تدخلت قوة الأمم المتحدة بقيادة الولايات المتحدة لحماية الجنوب، وتقدمت بسرعة إلى داخل الأراضي الكورية الشمالية. وبينما كانت القوات الأممية تقترب من الحدود الصينية، انضمت الصين للقتال، لتتحول دفة الحرب مرة أخرى. انتهى القتال في 27 يوليو، 1953 بهدنة استعادت تقريبًا نفس الحدود السابقة بين الشمال والجنوب. رفض سينغمان ري التوقيع على الهدنة، لكنه وافق على مضض على التقيد بها. أدت الهدنة إلى وقف رسمي لإطلاق النار لكنها لم تؤدي إلى معاهدة سلام. تأسست المنطقة الكورية منزوعة السلاح، وهي منطقة عازلة بين الجانبين، تتقاطع مع خط 38 لكنها لا تتبعه.
نزح الكثير من الناس عن موطنهم نتيجة لهذه الحرب، تقسمت أسر كثيرة بسبب الحدود التي أعيد رسمها. في 2007، قُدر أن هناك 750,000 شخص افترقوا عن أقربائهم، وأصبحت اجتماعات لم شمل الأسر المشتتة أولوية دبلوماسية.

## الحرب الباردة
أصبح التنافس بين كوريا الجنوبية وكوريا الشمالية عنصرًا أساسيًّا في عملية اتخاذ القرار في الدولتين. على سبيل المثال، إنشاء مترو بيونغيانغ حفز إنشاء مترو في سيئول.
تصاعدت التوترات في أواخر عقد 1960 في سلسلة من الاشتباكات المسلحة منخفضة المستوى، عُرفت باسم نزاع المنطقة الكورية منزوعة السلاح. في هذه الفترة، شنت كوريا الجنوبية عدة غارات سرية على الشمال. وفي 21 يناير، 1968، هاجمت فرقة مغاوير كورية شمالية القصر الرئاسي في كوريا الجنوبية والمسمى بالبيت الأزرق. كذلك وقع اختطاف لطائرات ركاب جنوبية في 11 ديسمبر، 1969.
خلال التحضيرات لزيارة الرئيس الأمريكي ريتشارد نيكسون إلى الصين في 1972، شرع الرئيس الكوري الجنوبي بارك تشانغ-هي في الاتصال سرًّا بالرئيس الشمالي كم إل سونغ. في أغسطس 1971، عُقدت أولى محادثات الصليب الأحمر بين الكوريتين. كان العديد من المشاركين إما مسؤولين في الحزب أو المخابرات. في مايو 1972، قابل لي هو-راك، مدير المخابرات المركزية الكورية، كم إل سونغ في بيونغيانغ. واعتذر كم إل سونغ على الغارة على البيت الأزرق، منكرًا موافقته عليها. وفي المقابل، زار النائب باك سونغ-تشول سيئول سرًّا. صدر البيان الكوري الجنوبي-الشمالي في 4 يوليو، 1972. أعلن البيان المبادئ الثلاثة لإعادة التوحيد: أولًا: يجب حل قضية التوحيد باستقلالية دون تدخل أو اعتماد على القوى الأجنبية؛ ثانيًا: يجب تحقيق إعادة التوحيد بسلمية دون استخدام القوى المسلحة؛ وأخيرًا، إعادة التوحيد تتجاوز الاختلافات الأيديولوجية والمؤسساتية من أجل تعزيز توحيد كوريا كمجموعة إثنية واحدة. أدى هذا الإعلان أيضًا إلى إنشاء أول خط ساخن بين الجانبين.
علَّقت كوريا الشمالية المحادثات في 1973 بعد اختطاف زعيم المعارضة الكوري الجنوبي كم داي-يونغ على يد المخابرات المركزية الكورية. إلا أن المحادثات عادت مرة أخرى، وبين 1973 و1975 اجتمعت لجنة التنسيق الجنوبية-الشمالية 10 مرات في بانمونجوم.
في نهاية عقد السبعينيات، قدَّم الرئيس الأمريكي جيمي كارتر مقترحًا لإحلال السلام في كوريا، إلا أن خططه لم تثمر النتيجة المرجوة نتيجة للاعتراض المثار على مقترحه الذي تضمن سحب القوات.
في 1983، قدَّمت كوريا الشمالية مقترحًا لإجراء محادثات ثلاثية مع الولايات المتحدة وكوريا الجنوبية وهو ما توازى مع محاولة اغتيال الرئيس الكوري الجنوبي. لم يفسَر هذا السلوك المتعارض قط.
في سبتمبر 1984، أرسل الصليب الأحمر الكوري الشمالي إمدادات طوارئ للجنوب بعد فيضانات هائلة. تواصلت المحادثات في اجتماعات لم الشمل الأولى للأسر المفرقة في 1985، بالإضافة إلى سلسلة من التبادلات الثقافية. إلا أن الأجواء توترت على أثر التدريبات العسكرية الأمريكية الكورية المشتركة في 1986.

## ما بعد الحرب الباردة
في نوفمبر 2023 اتجهت كوريا الجنوبية إلى تعليق بند في اتفاقية عسكرية أبرمتها مع كوريا الشمالية في 2018 بعدما تحدت بيونج يانج تحذيرات من الولايات المتحدة وحلفائها، وأطلقت قمراً اصطناعياً لأغراض التجسس، ووصفت عملية الإطلاق بالناجحة.
وفي فبراير 2024 تدهورت العلاقات بين البلدين، حيث صوّت البرلمان الكوري الشمالي لصالح إلغاء جميع الاتفاقيات الموقعة مع كوريا الجنوبية بشأن تعزيز التعاون الاقتصادي. ووفقًا لدليل نشرته وزارة التوحيد الكورية الجنوبية في ديسمبر 2024، يبدو أن كوريا الشمالية حلت 11 هيئة ومنظمة مسؤولة عن العلاقات بين الكوريتين، ذُكرت في دليل العام السابق، من بين هذه المنظمات الجبهة الديمقراطية لإعادة توحيد كوريا ومجلس المصالحة الوطنية.